# Joazaf (Szybajew)
Joazaf, imię świeckie Walentin Władimirowicz Szybajew (ur. 2 stycznia 1954 w Masłowej Pristani) – biskup Ukraińskiego Kościoła Prawosławnego Patriarchatu Kijowskiego, następnie Kościoła Prawosławnego Ukrainy.

## Życiorys
Ukończył studia w instytucie gospodarstwa wiejskiego w Charkowie, po czym podjął pracę dzwonnika w soborze Zwiastowania w Charkowie. Następnie wstąpił jako posłusznik do Monasteru Pskowsko-Pieczerskiego. W latach 1973–1975 odbywał zasadniczą służbę wojskową. Po jej zakończeniu podjął naukę w seminarium duchownym w Moskwie, którą ukończył z wyróżniającymi wynikami. W 1976 został wyświęcony na diakona, zaś w 1977 przyjął z rąk arcybiskupa kurskiego i biełgorodzkiego Chryzostoma. W 1978 złożył wieczyste śluby mnisze. W 1983 podjął studia w Moskiewskiej Akademii Duchownej. Dwa lata później arcybiskup kurski i biełgorodzki Juwenaliusz powierzył mu stanowisko proboszcza soboru Trójcy Świętej w Obojani. W 1986 otrzymał godność ihumena.
W 1991 razem z całą parafią przeszedł z Rosyjskiego Kościoła Prawosławnego do niekanonicznego Wolnego Rosyjskiego Kościoła Prawosławnego. W nim otrzymał godność archimandryty. W 1993 ponownie zmienił jurysdykcję i został zwierzchnikiem eparchii kurskiej Rosyjskiego Kościoła Prawosławnego poza granicami Rosji. W 1995 przeszedł do Patriarchatu Kijowskiego i stanął na czele jego eparchii biełgorodzkiej i obojańskiej. W 2000 otrzymał godność arcybiskupią.
W 2018 r. w związku z samolikwidacją Patriarchatu Kijowskiego i jego wejściem do nowo utworzonego Kościoła Prawosławnego Ukrainy kontynuował działalność duszpasterską w ramach nowej struktury (jego święcenia biskupie zostały uznane przez Patriarchat Konstantynopolitański). Został pozbawiony katedry rok później, gdy poparł dotychczasowego patriarchę kijowskiego Filareta w jego staraniach na rzecz odtworzenia Patriarchatu Kijowskiego.